# تشارلي فوكس
تشارلي فوكس (بالإنجليزية: Charlie Fox)‏ هو لاعب كرة قاعدة أمريكي، ولد في 7 أكتوبر 1921 في نيويورك في الولايات المتحدة، وتوفي في 16 فبراير 2004 في ستانفورد في الولايات المتحدة.